# Smittia kamiacuta
Smittia kamiacuta är en tvåvingeart som beskrevs av Sasa och Hirabayashi 1993. Smittia kamiacuta ingår i släktet Smittia och familjen fjädermyggor. Inga underarter finns listade i Catalogue of Life.